# Lubaga
Lubaga est une colline et un quartier de Kampala, la capitale de l'Ouganda. Son nom vient du mot luganda okubaga, décrivant un processus de « planification » ou de « renforcement » d'une structure en construction.

## Emplacement
Le quartier de Lubaga est bordé par Mengo (en) à l'est, Namirembe (en) au nord-est, Kasubi au nord, Lubya au nord-ouest, Lungujja (en) et Busega à l'ouest, Nateete (en) au sud-ouest, Mutundwe (en) au sud et Ndeeba (en) au sud-est. La distance, par la route, du quartier central des affaires de Kampala à Lubaga est d'environ 3 kilomètres.

## Historique
La colline sert d'emplacement à l'un des palais du roi du Bouganda (en) à partir du XVIIIe siècle. Ndawula du Bouganda (en), le 19e Kabaka du Bouganda, qui a régné de 1724 à 1734, place sa capitale sur la colline de Lubaga.
Le palais de Lubaga est utilisé pour planifier des expéditions militaires par les généraux du Bouganda. Cependant, à la fin du XIXe siècle, sous le règne de Muteesa Ier, le palais prend feu après un éclair et est abandonné. Le palais présidentiel est dès lors installé à Kasubi.
Lorsque les premiers missionnaires catholiques arrivent en 1879, ils se voient attribuer le village actuel de Kitebi. Les premiers missionnaires sont Pierre Lourdel Monpel et le frère Amans. Ils reçoivent un terrain sur la colline de Lubaga. Ayant du mal à prononcer le mot Lubaga, ils le prononcent avec un R plutôt qu'un L. Les deux orthographes sont utilisées.
Les missionnaires catholiques construisent la cathédrale Sainte-Marie de Kampala de 1914 à 1925, avec l'aide financière du Vatican.

## Culture
Les points d'intérêt suivants sont situés sur la colline de Lubaga :
- Cathédrale Sainte-Marie de Rubaga
- Résidence du Cardinal de Kampala
- Résidence de l'archevêque de l'archidiocèse de Kampala
- Hôpital de Lubaga (en), administré par l'archidiocèse catholique de Kampala [9]
- Siège de la division de Lubaga - Une des cinq divisions administratives de la ville de Kampala.
- Pape Paul VI Social Club - Accueil du Rotary Club de Rubaga